# Donkere iepenuil
De donkere iepenuil (Cosmia affinis) is een nachtvlinder uit de familie van de uilen (Noctuidae).

## Beschrijving
De voorvleugellengte bedraagt tussen de 12 en 16 millimeter. De grondkleur van de voorvleugels is roodbruin, aan de costa bevinden zich twee witte vlekken, minder scherp en minder breed dan bij de iepenuil, die uitlopen in een dunne dwarslijn. De achtervleugel is donkergrijs met gelige franje.

## Waardplanten
Iep en eik zijn waardplanten van de donkere iepenuil. De rups is te vinden van april tot juni. De soort overwintert als ei.

## Voorkomen
De soort komt verspreid over het Palearctisch gebied voor.

### In Nederland en België
De iepenuil is in Nederland een niet zo gewone en in België een zeer zeldzame soort. In Nederland is de soort vooral gezien in de kuststreek. De vlinder kent één generatie die vliegt van eind juni tot en met september.